# Oncopus hapala
Oncopus hapala là một loài bướm đêm trong họ Geometridae.